# منتخب كوستاريكا لكأس ديفيز
منتخب كوستاريكا لكأس ديفيز (بالإسبانية: Equipo de Copa Davis de Costa Rica)‏ هو ممثل كوستاريكا الرسمي في كرة المضرب في كأس ديفيز.